# Paździerze

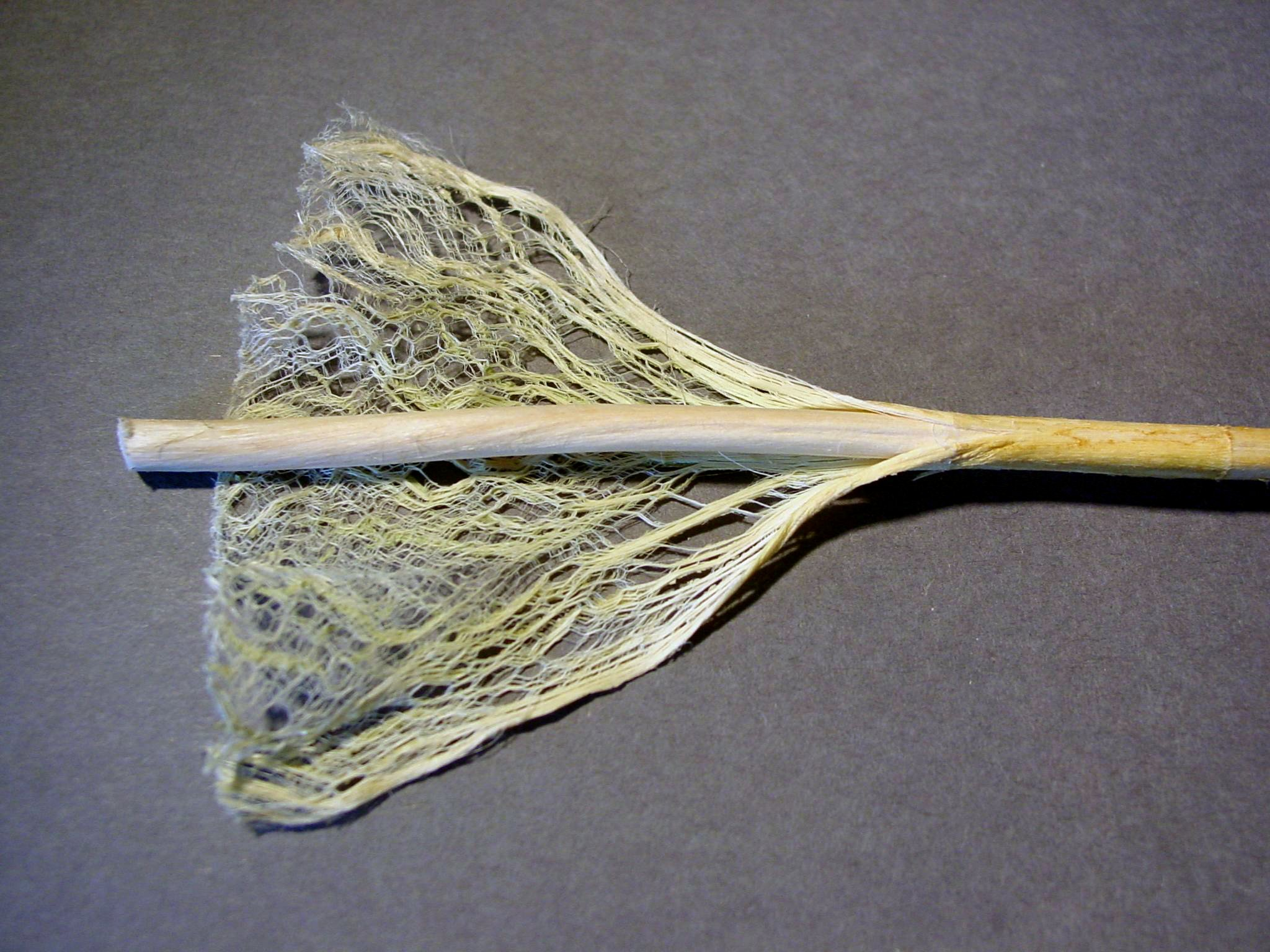
Włókno oddzielone od zdrewniałej części łodygi konopi

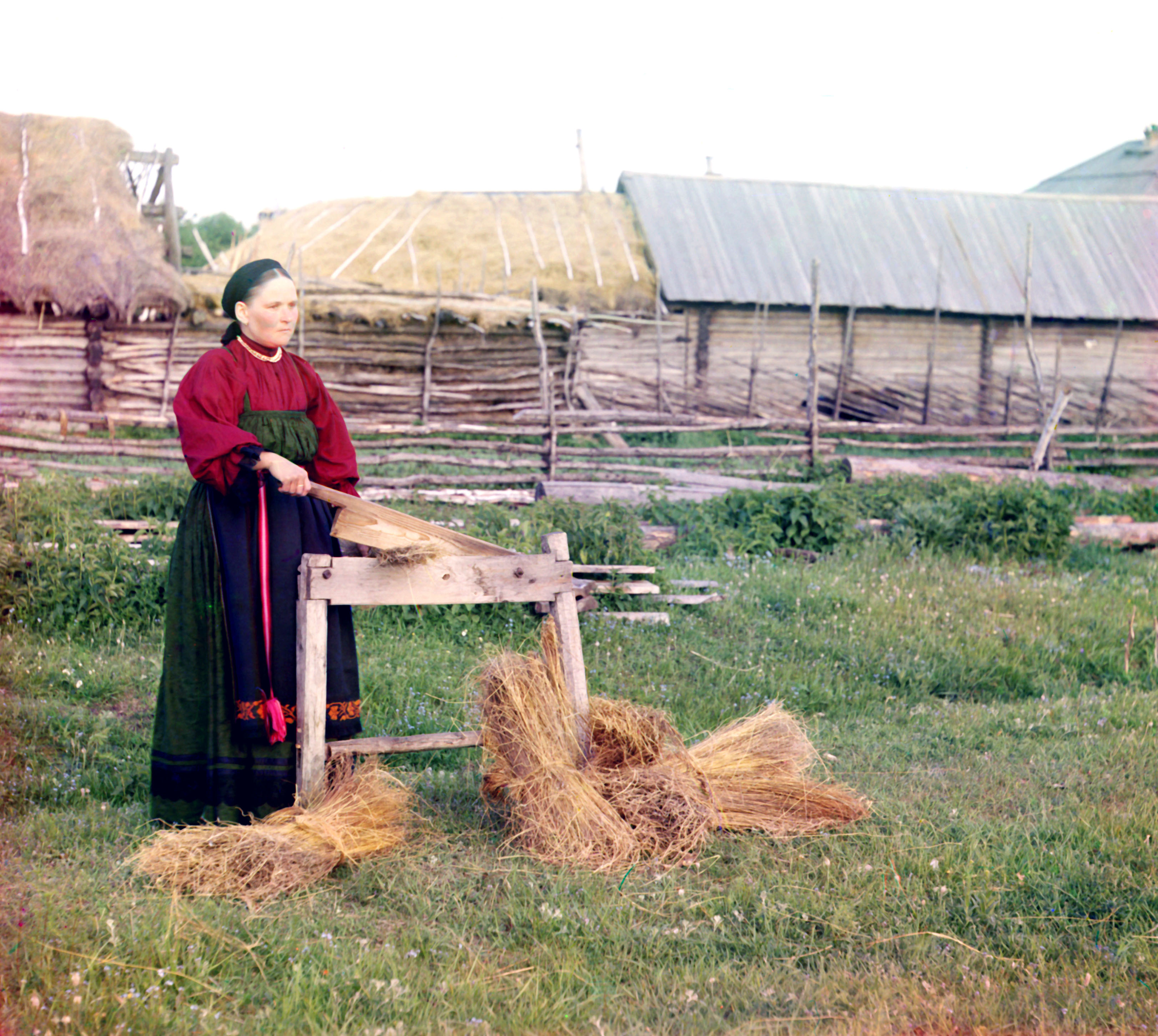
Chałupnicze międlenie lnu

Paździerze (paździerz) – zdrewniałe części łodyg roślin włóknistych (len, konopie), połamane i oddzielone od włókna w procesie przetwarzania słomy lnianej lub konopnej na włókno.
Proces pozyskiwania włókna z lnu i konopi jest podobny i składa się z następujących faz:
- odziarnianie – oddzielenie torebek nasiennych od łodyg słomy
- roszenie – oddzielenie włókna (łyka) od zdrewniałej części łodyg polegający na rozkładzie pektyn
- przerób mechaniczny – oczyszczenie włókna z paździerzy i rozdzielenie włókna długiego (czesankowego) od włókna krótkiego (pakulanego)

Podczas ostatnich dwóch procesów paździerze są oddzielane od włókna i przy pomocy wentylatorów transportowane do magazynu paździerzy, gdzie są prasowane w bele po 80 kg. W tej postaci są sprzedawane do zakładów płyt paździerzowych.
Mieszanina składająca się z paździerzy konopnych (hempcrete) wykorzystywana jest w budownictwie do wypełniania ścian domów.